# St. Paul (Nebraska)
St. Paul è un comune degli Stati Uniti d'America, situato in Nebraska, nella contea di Howard.